# Gassem Mitri
Gassem Mitri (geboren 15. September 1968 in Bielefeld) ist ein deutscher Leistungssportler, der sich auf die Kampfkünste Taekwondo und Kickboxen spezialisiert hat. Seit seinem Einstieg in den Sport im Jahr 1986 hat er eine beeindruckende Karriere durchlaufen. Mitri gehört zu den wenigen Athleten, die den 8. Dan der International Taekwondo Federation (ITF) erreicht haben. Diese hohe Auszeichnung erlangte er im Jahr 2021.
Während seiner aktiven Laufbahn errang er zahlreiche deutsche Meisterschaften sowie Europameistertitel sowohl im Taekwondo als auch im Kickboxen. Seinen größten Erfolg feierte Mitri im Jahr 1995, als er in Stuttgart zum Weltmeister im Kickboxen gekrönt wurde. Diese herausragende Leistung machte ihn zu einer bekannten Persönlichkeit in der Welt des Kampfsports.
Nach seinem Rücktritt vom aktiven Wettkampfgeschehen hat sich Mitri weiterhin stark im Kampfsport engagiert. Er ist als Trainer, Kampfrichter und Prüfer tätig und gibt sein umfangreiches Wissen und seine Erfahrung an die nächste Generation von Kampfsportlern weiter.
Für seine Verdienste um den Kampfsport wurde Gassem Mitri im Jahr 2021 in den Vorstand von ITF Deutschland gewählt. In dieser Position setzt er sich aktiv für die Förderung und Weiterentwicklung des Taekwondo in Deutschland ein.